# Green Mill

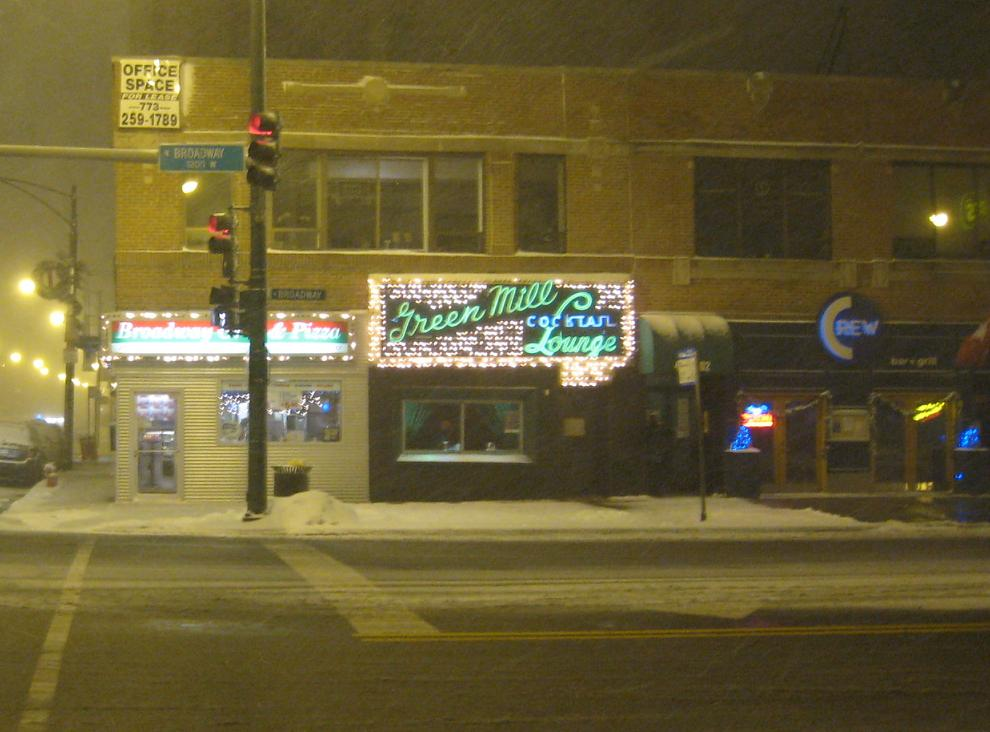
Green Mill Cocktail Lounge

Green Mill ist der Name einer Bar in der Uptown von Chicago, die als einer der ältesten Jazz-Clubs der USA gilt und der am längsten durchgängig betriebene Nachtclub in Chicago ist.

## Frühe Jahre
Die Bar wurde 1907 im Gebäude 4802 North Broadway in Betrieb genommen, zunächst noch unter dem Namen Pop Morse’s Gardens. Erst der neue Besitzer Tom Chamales führte 1910 den Namen Green Mill (auch Green Mills Gardens), in Anlehnung an das Pariser Moulin Rouge, ein und installierte eine große grüne Windmühle als Wahrzeichen auf dem Dach des Clubs. Die Uptown von Chicago war zu dieser Zeit ein aufstrebendes Künstlerviertel, aus den nahen Essany Studios, die ebenfalls 1907 gegründet wurden, kamen Schauspieler wie Charlie Chaplin in die Green Mill, um hier Drehpausen zu überbrücken. Die Green Mill war einer der ersten Clubs in dem Jazz-Pionier Bert Kelly mit seiner Band auftrat, nachdem er 1914 von San Francisco nach Chicago gekommen war. 
Unter dem Management von Henry van Horne, an den die Chamales die Bar vermieteten, wurde die Green Mill nach dem Ersten Weltkrieg zu einem der bekanntesten Clubs Chicagos, in dem Jazzgrößen wie Helen Morgan ihre Karriere begannen. Darüber hinaus wurde die Green Mill berühmt durch andere Veranstaltungen, insbesondere für Kabarett-Shows. 1922 inszenierten die Promoter Morris Greenwald und Jimmy O’Neill hier die ersten Aufführungen des afro-amerikanischen Kabaretts Plantation Days (mit dem Orchester von Charles Elgar), das später erfolgreich in den USA und England auf Tour ging.

## Chicago Outfit

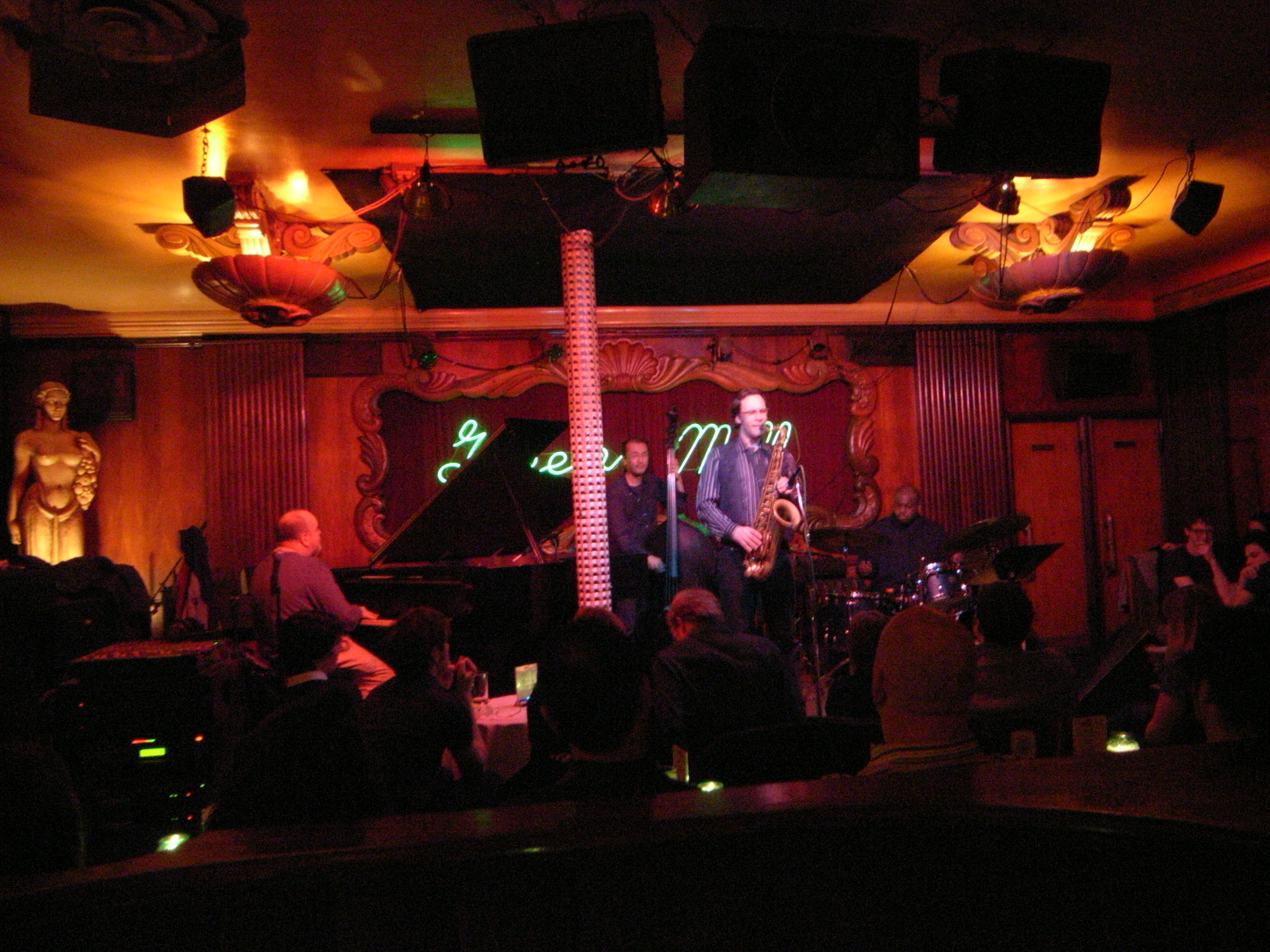
Bühne im Green Mill

Bekannt wurde die Green Mill auch als Treffpunkt von Mitgliedern des Chicago Outfit während der Zeit der Alkoholprohibition in den USA. Al Capone war inoffizieller Inhaber der Green Mill, ein Séparée gegenüber dem Eingang war für ihn reserviert. Ein System von Tunneln und Falltüren im Block sorgte dafür, dass die Bar unbemerkt mit alkoholischen Getränken beliefert werden konnte. Das Management übernahm ab Mitte der 1920er Jahre Capones Vertrauter Jack „Machine Gun“ McGurn, der 25 % Anteile am Club hielt. Signierte Bilder von Capone und McGurn hängen noch heute an den Wänden der Green Mill. Besonders berüchtigt wurden Vorgänge aus dem Jahr 1927, als dem Komödianten und Sänger Joe E. Lewis die Kehle durchgeschnitten wurde, nachdem dieser sich geweigert hatte, seinen Vertrag mit der Green Mill zu verlängern und Auftritte in den Lokalen anderer Mobster plante. Lewis überlebte das Attentat, bei dem er Teile seine Zunge verlor und trat später wieder in der Green Mill auf. Seine Geschichte wurde später unter dem Titel The Joker is Wild verfilmt. Die Hauptrolle spielt Frank Sinatra, der in den 1950er Jahren selbst häufig Gast in der Green Mill war.
Viele der größten Jazzmusiker der Zwischenkriegsjahre, wie Anita O’Day, Billie Holiday, Benny Goodman oder Tommy Dorsey, traten regelmäßig in der Green Mill auf, bis im Zuge des Zweiten Weltkrieges und der anschließenden Depression die Uptown von Chicago einen Niedergang erlebte, von dem auch die Green Mill erfasst wurde. Das Bild der Gegend wurde zunehmend geprägt vom Drogen- und Rotlichtmilieu und die Green Mill verlor vorübergehend an Bedeutung, obwohl noch immer täglich Live-Musik geboten wurde.

## Die 1980er bis heute
Die Green Mill wurde 1980 von Dave Jemilo übernommen, der bereits erfolgreiche Jazz-Sessions in anderen Clubs in Chicago organisierte. 1986 wurde in der Green Mill von Marc Kelly Smith der erste bekannte Poetry Slam organisiert, diese neue Form des Umgangs mit Literatur verbreitete sich von hier aus weltweit. Seit der ersten Veranstaltung am 20. Juli 1986 findet der „Uptown Poetry Slam“ in der Green Mill wöchentlich statt.
Seit den 1980ern wurde die Green Mill erneut zu einem Zentrum der Jazz- und Kulturszene von Chicago, mit Bands wie den Mighty Blue Kings und regelmäßigen Auftritten des Jimmy Sutton Four Charms Frank Catalano, oder des Alan Gresik Swing Shift Orchestra. Heute gilt die Mill wieder als einer der wegweisenden Jazzclubs von Chicago und wurde von Food & Wine Magazine 2009 unter die 100 besten Bars der USA gewählt.

## The Green Mill in Literatur und Film
Die Green Mill ist als Schauplatz der Handlung in zahlreichen Romanen über das Chicago Outfit präsent, zum Beispiel in John Swifts The Chicago Connection. Auch als Szenerie für zahlreiche Kriminalfilme wurde die Green Mill verwendet, so zum Beispiel in The Untouchables und der Serie Crime Story. Auch im Film High Fidelity ist der Club zu sehen.